# Online-Assessment
Online-Assessments sind eine Sammelbezeichnung für über das Internet auszufüllende Potenzialanalysen zur Einschätzung der (meist beruflichen) Eignung. Ein weiterer, seltener verwendeter Begriff ist E-Assessment. Online-Assessments gehören prinzipiell zur Gruppe der psychologischen Testverfahren. In der Eignungsdiagnostik (berufliches Profiling) werden sie zur Beurteilung und Vorhersage beruflich relevanter biografischer und psychologischer Variablen zur Abschätzung der Eignung verwendet (vgl. Konradt & Sarges, 2003).
Assessments (engl., eingedeutschter Begriff) werden unter Beachtung einer gleich bleibenden Methodik durchgeführt, um die fachliche und/oder persönliche Eignung von Personen gegenüber einem Anforderungsprofil festzustellen. Zu diesem Zweck werden Übungen, die in einem traditionellen Assessment vor einem Beobachterkreis durchgeführt werden, in Fragebögen im Internet simuliert. Aus den Fragebögen werden je nach Anbieter zwischen 4 und 200 Typen bzw. Eigenschaften ermittelt.
E-Assessment Verfahren können im Rahmen der Personalauswahl, des Personalmarketing, der Personaleinschätzung/ -förderung oder der Berufs- und Ausbildungsberatung eingesetzt werden. Verfahren, die dem Zweck der Selbsteinschätzung und Selbstauswahl dienen, werden zumeist als Self-Assessment Verfahren bezeichnet. Ein umfassendes Online- oder E-Assessment (teilweise auch Online-AC) beinhaltet die systematische Kombination verschiedener internetgestützter Frageformate und -verfahren zur Einschätzung der beruflichen Eignung in einem konkreten Zusammenhang mit einer beruflichen Rolle oder Funktion.
Eine weitere, sehr innovative Möglichkeit, E-Assessment-Verfahren in Bewerbungsverfahren einzubetten, ist in Form sogenannter Online-Rekrutierungsspiele. Diese Methoden finden sich auch unter Begriffen wie Recrutainment, die multimediale Informationen und Filme als Teil von Simulationen verwenden, wie sie mitunter auch bei Second Life zu beobachten sind.
Obwohl die theoretischen Grundlagen für Assessmentverfahren in den 1920er Jahren in Deutschland entwickelt wurden und die vor allem praktische Nutzbarkeit unzweifelhaft gegeben ist, hat sich der flächendeckende Einsatz in Deutschland bisher nicht durchgesetzt.

## Prinzipien für Online-Assessments
Es gibt drei grundsätzliche Konstruktionsprinzipien für Online-Assessments:
- Normative Testverfahren ermitteln durch die Befragung, wie die untersuchten Kandidaten im Vergleich zu einer Referenzgruppe zu sehen sind. Die Ausprägung von Eigenschaften kann sich zwischen Kulturen und Berufs- und Bevölkerungsgruppen verschieben, so dass es wertvoll sein kann, die Kandidaten einordnen zu können. Hieraus werden Typisierungen und die Bildung von diskreten Merkmalen für Personengruppen abgeleitet. Sie erlauben eine interindividuelle Vergleichbarkeit der Messwerte. Bekannte Vertreter dieser Verfahren sind zum Beispiel das Bochumer Inventar zur berufsbezogenen Persönlichkeitsbeschreibung (BIP), 16PF und der OPQ32 Test. Die Mehrzahl der Persönlichkeitstests gehört in diese Gruppe.
- Ipsative Testverfahren ermitteln durch die Befragung, welche Verhaltensweisen und Fähigkeiten die untersuchten Kandidaten in der Vergangenheit erfolgreich angewendet haben. Es wird unterstellt, dass dieses Verhalten präferiert eingesetzt und zum individuellen Verhaltensmuster wird. Gewünschte und vorhandene Verhaltensmuster können über das Anforderungsprofil abgeglichen werden. Sie ermöglichen den intraindividuellen Vergleich von Eigenschaftsausprägungen („Eigenschaft/Verhaltenstendenz A ist bei dem Kandidaten stärker vorhanden als Verhaltenstendenz B“). Bekannte Vertreter dieser Verfahren sind zum Beispiel Thomas International, DISC, Harrison Assessments.
- Kriterienorientierte Testverfahren ermitteln durch die Befragung, ob ein bestimmtes Verhalten ausgeprägt ist, und wie stark es ist. Es wird weder ein interindividueller Vergleich angestellt noch wird untersucht, ob dieses Verhalten intraindividuell wesentlich zum Erfolg beigetragen hat, es sei denn, dies wird ebenfalls als Kriterium abgefragt. Dieses Verfahren ist eine Mischung aus dem ipsativen und dem normativen Ansatz, denn letztlich muss weder die Normgruppe für den konkreten Bedarfsfall relevant sein, noch ist der Erfolg des Einzelnen in der Vergangenheit in jedem Fall relevant. Bekannte Vertreter dieser Verfahren sind der CAPtain-Test sowie Alpha-Plus.

Kriterienorientierung ist eine Voraussetzung für die Entwicklung von ipsativen und normativen Tests. Es gibt derzeit nur einen Test der sowohl ipsative, als auch normative Werte für einen Kandidaten zeigt.
Weiterhin werden Online-Assessments in folgenden Bereichen angewendet
- Erfassung von Fähigkeiten zum Beispiel
  - verbale Fähigkeiten
  - numerische Fähigkeiten
  - diagrammatische Fähigkeiten
  - mechanisch/physikalische Fähigkeit
- Wissenstests
- Persönlichkeitstests
  - Eigenschaften
  - Interessen
  - Motive und Motivation
  - Verhaltenstendenzen
  - Arbeitsumfeldpräferenzen
  - präferierte Vorgehensweisen/Führungseigenschaften

## Bedeutung
Die Bedeutung von zeitlich und örtlich entkoppelten Diagnose und Leistungsprognoseverfahren wird zunehmen. Durch Empfehlungen, wie sie in der DIN 33430 zum Auswahlprozess dargelegt sind, lassen sich die Verfahren für den einsetzenden Betrieb validieren. Hierbei ist aus praktischen Erwägungen der faktischen Validität der Verfahren gegenüber der theoretischen Beweisführung ein Bonus einzuräumen, da zum Zeitpunkt der relevanten Theoriebildung durch Freud, Jung und andere ebenfalls die empirische Erfassung von Verhaltenstendenzen dominant war.
Im betrieblichen Umfeld, in dem heute „War-For-Talents“ und „In-Search-of-Excellence“ als strategische Programmatik ausgerufen wird, haben genormte und komplexe Theorien wenig praktische Bedeutung. Insofern ist Verfahren, die sich konkret in die betriebliche Wirklichkeit anpassen lassen, der Vorrang vor theoretisch fundierten, aber ggf. inflexiblen Methoden zu geben.
Der komparativ weithin völlig unterschätzte Nutzen von Online Assessments wird insbesondere durch die Arbeits-Organisationspsychologie herausgestellt. Seit einiger Zeit werden Online-Assessments auch im universitären Bereich mehr gefördert. Der Verbund Norddeutscher Universitäten sowie zahlreiche Hochschulen wie die Universität Göttingen oder die HAW Hamburg etwa konzipieren und fördern derartige Assessments, um angehende Studenten bei der Studienfachwahl zu unterstützen. Derartige Tests werden meist als Online Self Assessments, Studierfähigkeitstests oder Studienwahltests bezeichnet.

## E-Assessments, E-Examinations und elektronische Testverfahren im Bildungswesen

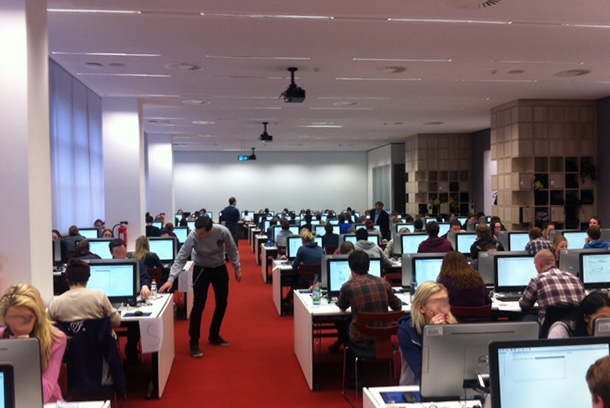
Computergestützte Semesterabschlussprüfung im E-Examination Center (EEC) der Freien Universität Berlin (2013)

Neben dem Einsatz in Assessment-Centern, um potentielle Mitarbeiter vorzuselektieren, werden "Online-Assessments" oder "E-Assessments" häufig als diagnostische Prüfungen (vgl. Crisp 2009) verwendet, um im Bildungswesen Zugangsvoraussetzungen für Lerneinheiten im Vorfeld einstufen zu können (z. B. bei universitären Sprachtests, anhand derer der entsprechend zu belegende Kurs identifiziert wird). Diese Verfahren werden unterschieden von Messverfahren, die zur Verifizierung des Lernerfolgs eingesetzt werden. Der Begriff der "E-Examinations" wird im universitären Bildungskontext hingegen häufig verwendet, um die Verifizierung des Lernerfolgs mittels computergestützter summativer Prüfungen als modernisierte Form der Semesterabschlussklausuren zu beschreiben (vgl. Schulz & Apostolopoulos 2010, S. 27ff).
Neben der universitären Bildung existieren jedoch auch weitere Bildungsbereiche, in denen computergestützte Prüfungen, teilweise schon längerfristig zum Einsatz kommen (vgl. Schaffert 2004, S. 4ff):
- Zunächst ein Beispiel aus der allgemeinen Bildung: Schon seit 1998 werden in Österreich die theoretischen Führerscheinprüfungen am Computer abgelegt.
- Bei den Schweizerischen Bundesbahnen werden die Lehrabschlussprüfungen seit 1972 mit Hilfe von speziellen Markierungskarten, die durch ein Computerprogramm ausgewertet wurden, durchgeführt und werden inzwischen computergestützt durchgeführt.
- Auch der US-amerikanische Educational Testing Service (ETS) hat schon jahrelange Erfahrung in der Durchführung der vielen computergestützten Prüfungen, zum Beispiel den Aufnahmetests der Universitäten.

siehe auch: Computerunterstützte Psychodiagnostik

## Ausblick
Die demographische Entwicklung mit sinkenden Geburtenraten, macht die Suche nach geeigneten Potenzialträgern immer schwieriger, zumal die Not, eine Stelle zu finden im Bewerberpool mitunter gewaltige Kreativitätspotenziale freisetzt. Da die Suche nach Mitarbeitern zukünftig auch international ausgerichtet sein wird, können die Wirtschaftlichkeit und das Fehlbesetzungsrisiko nur durch technische Hilfsmittel unterstützt werden, die konkrete und objektive Entscheidungsgrundlagen bieten. Die Akzeptanz solcher Tools liegt in Deutschland derzeit sehr weit unter dem internationalen Durchschnitt von weit über 50 %.